# 12670 Passargea
12670 Passargea eller 1979 SG2 är en asteroid i huvudbältet som upptäcktes den 22 september 1979 av den rysk-sovjetiske astronomen Nikolaj Tjernych vid Krims astrofysiska observatorium på Krim. Den har fått sitt namn efter den tyske amatörastronomen Michael Paul Oskar Passarge.
Asteroiden har en diameter på ungefär 2 kilometer.